# A Carta (pintura)
A Carta (ou Leitura de uma Carta) é um óleo sobre tela da autoria do pintor português Alfredo Keil. Pintado em 1874 e mede 92 cm de altura e 73 cm de largura.
A pintura pertence ao Museu do Chiado de Lisboa.

## Descrição
Trata-se do interior de uma casa burguesa com duas jovens vestidas elegantemente, lendo uma carta. Uma delas está de pé, envergando um vestido de folhos beije usando o cabelo apanhado ao alto da cabeça e preso por uma fita preta com longos canudos a cairem da nuca. Está debruçada numa poltrona, apresentando-se de perfil, lendo também a carta que a outra jovem segura, sentada esta ao lado de uma mesa com uma toalha estampada, um jarrão chinês com flores, uma caixa de madeira trabalhada aberta e um "bibelot". A jovem sentada usa um vestido carmim com folhos de renda preta com punhos e colarinho brancos. O cabelo está apanhado em madeixas enroladas ao alto da cabeça. Em primeiro plano um cadeirão forrado a verde com uma capa azul e um chapéu preto de laço branco, aí deixados propositadamente. No fundo, a parede é forrada com papel de tipo inglês decorado com hexágonos alongados em tons de verde.
Intimista e documental, esta obra evoca vivências da burguesia lisboeta, situação rara na pintura portuguesa, aproximando-a dos romances da época, de Júlio Dinis ou mesmo de Eça de Queirós.
A obra pertenceu a D. João de Meneses. Foi adquirida pelo Legado Valmor ao pintor Luciano Freire em 1917-18 e foi integrada no antigo MNAC em 1919.